# Antarctopria rekohua
Antarctopria rekohua är en stekelart som beskrevs av John W. Early 1978. Antarctopria rekohua ingår i släktet Antarctopria och familjen hyllhornsteklar. Inga underarter finns listade i Catalogue of Life.